# Xport
Xport var ett band från Växjö som i mars 1982 fick sitt genombrott med låten Kom Kom i Sveriges Radions Poporama med Kaj Kindvall. Nästa singel hette Älskarna. Båda låtarna utgavs även på bandets album Askungen.
Bandet turnerade flitigt under 1982 och 1983, bland annat så gjorde de musikprogrammet Casablanca i SVT. De spelade i programmet tillsammans med synthbandet Depeche Mode. Xports musik skrevs av Claes Dahlberg och texter av Per Dure.

## Bandmedlemmar
- Sång: Claes Dahlberg
- Bas: Anders Andersson, Conny Thern (fram till 1982)
- Trummor: Per Hellstrand
- Klaviatur: Douglas Johansson
- Gitarr: Henrik Bergman.

Håkan Almqvist spelade klaviatur och bas och var med på turnéer men var inte ordinarie medlem i bandet.